# Yupia
Yupia (en hindi: युपिआ ) es una localidad de la India, centro administrativo del distrito de Papum Pare, estado de Arunachal Pradesh.

## Geografía
Se encuentra a una altitud de 135 m s. n. m. a 15 km de la capital estatal, Itanagar, en la zona horaria UTC +5:30.

## Demografía
Según estimación 2010 contaba con una población de 809 habitantes.